# هاولي (أسطورة)

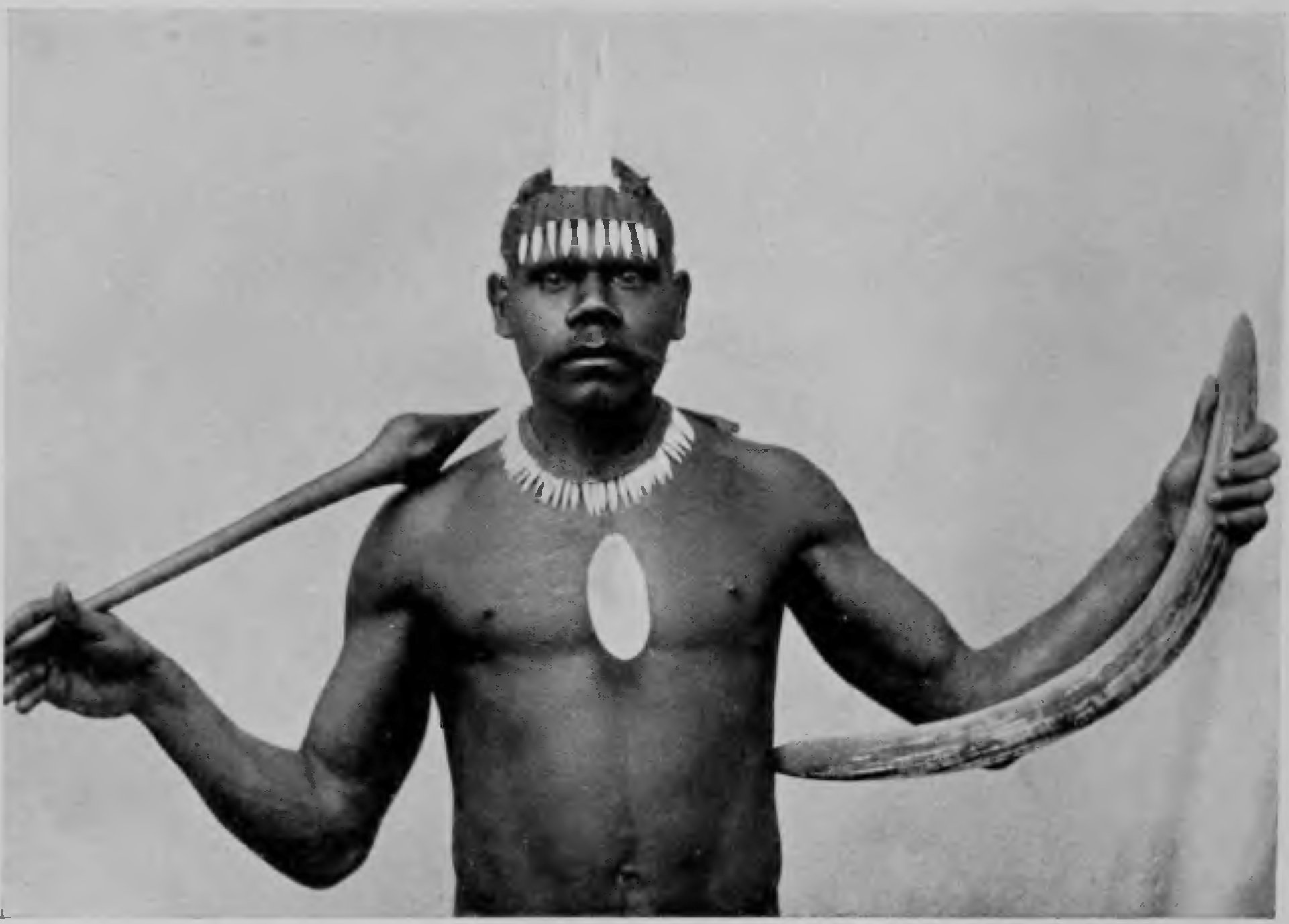
من مواليد قبيلة كابي ، ماريبورو ، كوينزلاند 1910

هاولي (بالإنجليزية: Haole)‏ تستخدم كلمة هاولي في جزر هاواي عادة لإزعاج الناس ذوي الجلد الأبيض الخالص. في الماضي، كانت عنوانا عريضا لكل شخص ليس كاناکا ماولي kawaka maoli أي ليس من هنا. ولكن قبل ذلك بوقت طويل جدا، توحي الكلمات في لغة هاواي القديمة بأكثر من معنى واحد في لغتهم، ويكثر ذلك عندما تتعامل مع قضايا غامضة. لم تكن هناك أحرف مكتوبة في ذلك الوقت، فكل شيء كان يعبر عنه عن طريق الأصوات الخارجة من الفم. لم تكن الأشياء تشخص فقط من خلال النظر والصوت، بل أيضا من خلال الشعور بالطريقة التي تقال بها الكلمات.

## القصة
في تلك الأيام كانت كلمة هاولي تعني «ذلك الذي لا يتنفس». في الواقع استخدمت لوصف الموتى. أحيانا بالمعنى الجسدي، وأحيانا أخرى بالمعنى الروحي اللطيف. ولكن عادة يختلط المعنيان، كوصف الشبح أو وصف الإله. ولكن في سنة 1778 من التقويم الهاولي، نزل جيمس كوك قبطان سفينة HMs مع عصبة من الإنكليز في الساحل عند شاطئ کیلاكیكو، عندما يعرف الآن بالجزيرة الكبرى لهاواي. لا يوجد برهان مسجل أن هذا النزول إلى البر كان مخططا مكانا أو زمانا. ولكن كوك زار عددا من سكان أجزاء الجزيرة. فانتبه إلى أنه جاء من المكان المقدس الذي يعني اسمه في هاواي «حيث يأتي الرب ويذهب» وأنه قد فعل هذا في وسط الاحتفال السنوي بلونو إيكا ماكاهيكي، الرئيس الأعلى لبانثيون آلهة هاواي.
إن لونو نفسه ترك المنطقة كما يعتقدون منذ زمن طويل، ولكن مع وعد بالعودة في يوم من الأيام، على جزيرة عائمة. وهكذا ظنوا أن سفينة كوك هي جزيرة عائمة. كان جلد الإنكليز الأبيض يبدو مثل ثياب ربطت إلى صواري السفينة. وقد كان هذا دليلا أنهم كانوا من الأرواح، لأنه لا أحد من الرجال يمكن أن يكون شاحبا مثل هذا الشحوب إلا الرجال الذين لا يتنفسون. وهكذا سموهم هاولي.
على الرغم من تحذير كوك بفرض عقوبة على كل من ينزل إلى البر، فإن كثيرا من البحارة انسلوا إلى الشاطئ، ونقلوا عدوى مرض كانوا قد أصيبوا به قبل عام من اتصالهم بسكان تاهيتي الفرنسية، إلى النساء هناك. ولم يكن لدى سكان هاواي أي علاج لهذا المرض الجديد، فجرف الآلاف منهم إلى العالم الآخر وأصيب السكان برعب مخيف. وهكذا تغير موقف جزر الهاواي بعد مجيء هؤلاء الموتى الذين لا يتنفسون.